# Psilachnum micaceum
Psilachnum micaceum är en svampart som först beskrevs av Christiaan Hendrik Persoon, och fick sitt nu gällande namn av Dennis 1964. Psilachnum micaceum ingår i släktet Psilachnum och familjen Hyaloscyphaceae.   Inga underarter finns listade i Catalogue of Life.